# Marty Balin
Marty Balin, rodným jménem Martyn Jerel Buchwald, (30. ledna 1942 Cincinnati, Ohio, USA – 27. září 2018) byl americký zpěvák a kytarista. V roce 1965 založil skupinu Jefferson Airplane, kde byl jedním z jejích hlavních zpěváků až do roku 1971. Mezitím, v letech 1969–1970 působil ještě ve skupině Hot Tuna a v letech 1975–1978 hrál s Jefferson Starship, kam se vrátil v roce 1993 a hrál zde až do roku 2008. V letech 1985–1987 byl spolu s několika dalšími dřívějšími členy Jefferson Airplane členem kapely KBC Band a v roce 1989 se účastnil reunionu klasické sestavy Jefferson Airplane. V roce 1973 nahrál jedno album s krátce existující skupinou Bodacious DF. Od roku 1981 vydal své první sólové album Balin, poslední nazvané The Witcher vydal o třicet let později. Zemřel roku 2018 ve věku 76 let.